# Pyeongtaek
Pyeongtaek est une ville située dans la province sud-coréenne, de Gyeonggi.
Elle abrite la base militaire de Pyongtaek. Durant la guerre de Corée (1950-1953) la ville fut le théâtre d'une bataille qui vit la victoire des Nord-Coréens face aux États-Unis.

### Administration

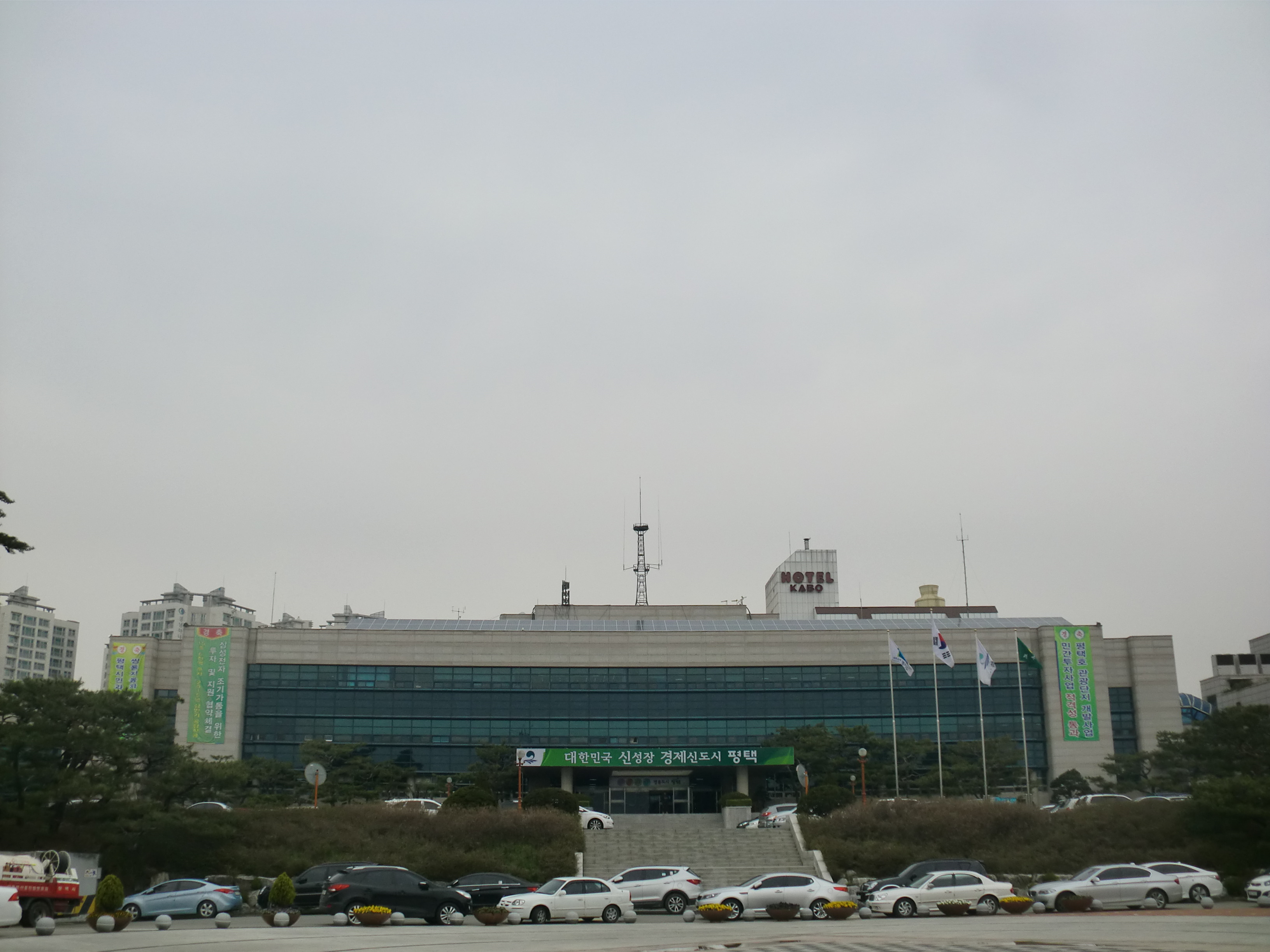
La mairie.

## Géographie

### Transports
Elle est notamment desservie par la Gare de Pyeongtaek Jije, desservie par des trains à grande vitesse et la station Pyeongtaek Jije de ligne 1 du métro de Séoul et la gare de gare de Pyeongtaek.